# Zorn (rzeka)
Zorn – rzeka w północnej Alzacji, prawy dopływ rzeki Moder i pośrednio dopływ Renu.

## Geografia
Zorn zaczyna się u zbiegu dwóch rzek: Zorn Młodego i Białego, które mają swoje źródła w departamencie Moselle u podnóża Grossman na wysokości ok. 600 m n.p.m. Rzeka ma wiele dopływów, m.in.: Zinsel du Sud, Baerenbach, Mosselbach i Rohrbach.
Wąską doliną biegną zarówno główne drogi i linie kolejowe ze Strasburga do Sarrebourga, jak i kanał łączący Marne i Reu. Po prawej stronie są usytuowane ruiny zamku Lutzelbourg zniszczonego w 1523. 
Rzeka biegnąc przez równinę Alzacji, przecina lub mija takie miasta i wsi jak: Severn, Monswiller, Steinbourg, Dettwiller, Wilwisheim, Hochfelden (Bas-Rhin), Walton-on-Zorna, Wingersheim, Krautwiller, Brumath, Geudertheim, Weyersheim, Herrlisheim i Rohrwiller wpływając do Moder w pobliżu ostatniego miasta.

## Dopływy
- Zorn Blanche (prawy), 8,5 km
- Treubach (lewy)
- Mittbach (lewy)
- Ruisseau de Dabo (prawy)
- Fischbach (prawy)
- Ruisseau de Heyerst (lewy), 3,7 km
- Tiergartenbach (prawy), 3,7 km
- Hesselgraben (lewy)
- Stutzbach (lewy), 4,7 km
- Ruisseau le Mundel (prawy), 1,6 km
- Baerenbach (prawy), 11,3 km
- Ruisseau de la Fontaine Mélanie (lewy), 4,5 km
- Schlettenbach (lewy)
- Michelsbaechel (lewy), 5,1 km
- Liesgraben (lewy)
- Liesmattgraben (lewy), 3,4 km
- Südliche Zinsel (rivière la zinsel du sud) (lewy), 30,9 km
- Mossel (rivière la mossel) (prawy), 21,2 km
- Horattgraben (prawy)
- Lienbach (lewy), 9,5 km
- Littenheimerbach (Morenthalgraben) (prawy), 3,1 km
- Rohrbach (prawy)
- Embsbaechel (Bachgraben) (lewy), 12,7 km
- Gebolsheimerbach (lewy) (über Landgraben 11,2 km)
- Mattgraben (prawy), 1,2 km
- Rissbach (lewy), 8,0 km
- Seltenbach (lewy) (nad Hochstettergraben 9,6 km)